# Прапор Далмації
Прапор Далма́ції являє собою прямокутне полотнище розділене на дві рівні частини по горизонталі, верхня — синя, нижня — жовта. Подібно до хорватського прапора, відомий із часів Австро-Угорщини. Герб Далмації — синій щит із трьома золотими коронованими лев'ячими головами, зображеними анфас, — на прапорі ніколи не використовувався. Після 1918 року Далмація як єдиний адміністративний регіон більше не існувала, і через це ніякі прапори не використовувались. Сучасні хорватські округи успадкували сині й жовті кольори, жоден із них не має права «вимагати» повного історичного герба і прапора Далмації. З іншого боку, герб входить і в хорватський герб, і прапор.
Прапор ідентичний сучасному прапорові України, хоча між ними немає жодного зв'язку.